# Flek

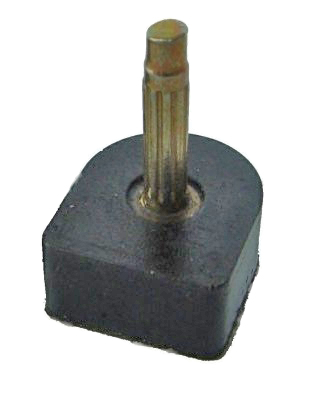
Flek do obcasa

Flek – część buta przytwierdzana (doklejana) do obcasa, która ma zapobiegać ścieraniu się obcasa. Fleki mogą być wykonane z metalu lub z gumy obuwniczej przy czym ich rodzaj zależy od walorów estetycznych lub od powierzchni, na której but jest używany. Fleki mogą posiadać standardowy bolec lub być dorabiane do konkretnego buta. Flek jako element eksploatacyjny buta i jest zaprojektowany tak by się zużywał, a bez regularnej konserwacji buta lub jego wymiany może doprowadzić do zniszczenia obuwia.